# Eugène Payette
Eugène Payette, né à Montréal le 13 février 1874 et mort le 22 janvier 1959 à Montréal, est un architecte québécois.
Il conçoit des bâtiments résidentiels, des commerces et des usines mais aussi des édifices plus prestigieux tels la Bibliothèque Saint-Sulpice, le Collège André-Grasset et l'ancienne bibliothèque centrale de Montréal,.
|  |

## Honneur
En 1990, à l'occasion du centième anniversaire de l'Ordre des architectes du Québec, la Ville de Montréal nomme plusieurs rues de Montréal en l'honneur des architectes qui ont fait leurs marques à Montréal. On retrouve donc une rue en l'honneur d'Eugène Payette mais aussi une pour Jean-Omer Marchand, Alexander Cowper Hutchison et Henri-Maurice Perrault. La rue Eugène-Payette est située dans l'arrondissement Rivière-des-Prairies–Pointe-aux-Trembles (45° 41′ 30″ N, 73° 29′ 36″ O).